# Miss Atlântico Internacional 2013
Miss Atlântico Internacional 2013 foi a 18ª. edição do tradicional concurso de beleza feminino de nível internacional sob o nome Miss Atlântico que ocorre anualmente na cidade de Punta del Este, no Uruguai. O certame foi transmitido ao vivo pelo sinal da Teledoce através do Canal 12 e transmitido pela Latinoamérica Televisión. O evento ainda contou com a participação de doze candidatas e teve como vencedora a uruguaia Lorena Romaso.

## Resultados

### Colocações
| Posição   | País e Candidata               |
| Vencedora | - Uruguai - Lorena Romaso      |
| 2º. Lugar | - Brasil - Luiza Chagas        |
| 3º. Lugar | - Venezuela - Georgina Bachour |

### Premiações Especiais
- O concurso distribuiu as seguintes premiações:[2]

| Prêmio              | País e Candidata                    |
| Miss Internet       | - Uruguai - Lorena Romaso           |
| Miss Simpatia       | - Rep. Dominicana - Johanna Astwood |
| Miss Fotogenia      | - Panamá - Karen Peters             |
| Melhor Fantasia     | - Venezuela - Georgina Bachour      |
| Melhor Traje Típico | - Brasil - Luiza Chagas             |

## Jurados
Avaliaram as candidatas em biquini e entrevista:

### Final
| 1. Carolina Papadópulos, designer de alta costura; 2. Fabrizio Vignali, gerente dos hotéis Brisas del Hum e Fray Bentos; 3. Luis Alfredo Coirolo, presidente da Cooperativa Magisterial; 4. Victoria Rodríguez, representante da Teledoce; 5. Marcelo Chiappino, gerente geral do Mantra Resort Spa & Casino; 6. Laetitia d’Arenberg, madrinha do concurso; | 1. Francisco Calvete, diretor do Freixenet Uruguay; 2. Rafael Rainusso, diretor comercial da Sagrin S.A.; 3. Jessica Pacheco, diretor do Maya Jessi - Bolivia; 4. Lourdes Rapalín, diretora do Bethel Spa; 5. Luis D’amore, alfaiate. |

### Preliminar
| 1. Laetitia Princesa d’Arenberg, madrinha do concurso; 2. Leonor Duarte, ambientalista; 3. Pablo Zamudio, representante da Fundação FUCA; 4. Rosario Rodriguez, diretora da Revista Pasarela a la Moda; 5. Reina Cortellezzi, pedagoga; | 1. Gabriela Nunes, publicitária da Sagrin S.A.; 2. Jessica Pacheco, diretora do Maya Jessi; 3. Natalia Necasek, mercadóloga do Kaluga-Pro Beauty Group; 4. Lourdes Rapalín, diretora do Bethel Spa; e 5. Francisco Calvete, diretor da Freixenet Uruguay. |

### Traje Típico & Fantasia
| 1. Fernanda Varela, representante do Ateliê Luis D'Amore; 2. Fabian Sciuto, estilista; 3. Natalia Necasek, mercadóloga do Kaluga-Pro Beauty Group; 4. Virginia De La Fuente, representante do Mantra-Group; 5. Nelson Mancebo, diretor artístico; | 1. Gabriela Nunes, representante da Sagrin S.A.; 2. Roberto Fajardo, representante da Striff Jeans; 3. Rosario Rodriguez, diretora da Revista Pasarela a la Moda; e 4. Mario Lorenzo, bailarino e coreógrafo. |

## Embaixatrizes
Trata-se de prêmios dados pelos patrocinadores:
| Colocação            | País e Candidata               | R     |
| Arapey Resort        | - Paraguai - Blanca Amarilla   | [ 4 ] |
| New Color            | - Venezuela - Georgina Bachour | [ 5 ] |
| Striff Jeans         | - Panamá - Karen Peters        | [ 5 ] |
| Hotel Brisas         | - Bolívia - Silvana Gentili    | [ 6 ] |
| Granja San Francisco | - Peru - Fiorella Valderrama   | [ 5 ] |
| Revista Moda         | - Brasil - Luiza Chagas        | [ 5 ] |
| Perfumarias Natal    | - Argentina - Carolina Gómez   | [ 5 ] |
| Mega Profissional    | - Chile - Alejandra Mancilla   | [ 5 ] |
| DepiLife             | - Uruguai - Lorena Romaso      | [ 5 ] |

## Candidatas
Candidatas que disputaram o concurso este ano:
| País                 | Candidata                 | I  | A    | Cidade Natal          | R      |
| Argentina            | Carolina Gómez Mónaco     | 22 | 1.76 | Buenos Aires          | [ 7 ]  |
| Bolívia              | Silvana Gentili Suárez    | 25 | 1.74 | Santa Cruz            | [ 8 ]  |
| Brasil               | Luiza Chagas dos Santos   | 21 | 1.78 | Rio de Janeiro        | [ 9 ]  |
| Chile                | Alejandra Isabel Mancilla | 23 | 1.78 | Viña del Mar          | [ 10 ] |
| Equador              | Zayonara Fernández        | 18 | 1.74 | Quevedo               | [ 11 ] |
| Espanha              | Yuna Dulamsuren           | 22 | 1.80 | Ceuta                 | [ 12 ] |
| Panamá               | Karen Peters              | 20 | 1.76 | Cidade do Panamá      | [ 13 ] |
| Paraguai             | Blanca Amarilla           | 21 | 1.77 | Assunção              | [ 14 ] |
| Peru                 | Fiorella Valderrama       | 22 | 1.70 | La Libertad           | [ 15 ] |
| República Dominicana | Johanna Astwood           | 23 | 1.75 | Santo Domingo         | [ 16 ] |
| Uruguai              | Lorena Romaso             | 21 | 1.78 | Colônia do Sacramento | [ 17 ] |
| Venezuela            | Georgina Bachour          | 18 | 1.78 | Aragua                | [ 18 ] |

## Histórico
| - África do Sul - Colômbia - El Salvador - Guatemala - Nicarágua - República Dominicana - Competiu pela última vez na edição de 2011. | - África do Sul - Donique Leonard - Costa Rica - Mariela Barrantes - México - Emma del Carmen |